# Villány-Siklós

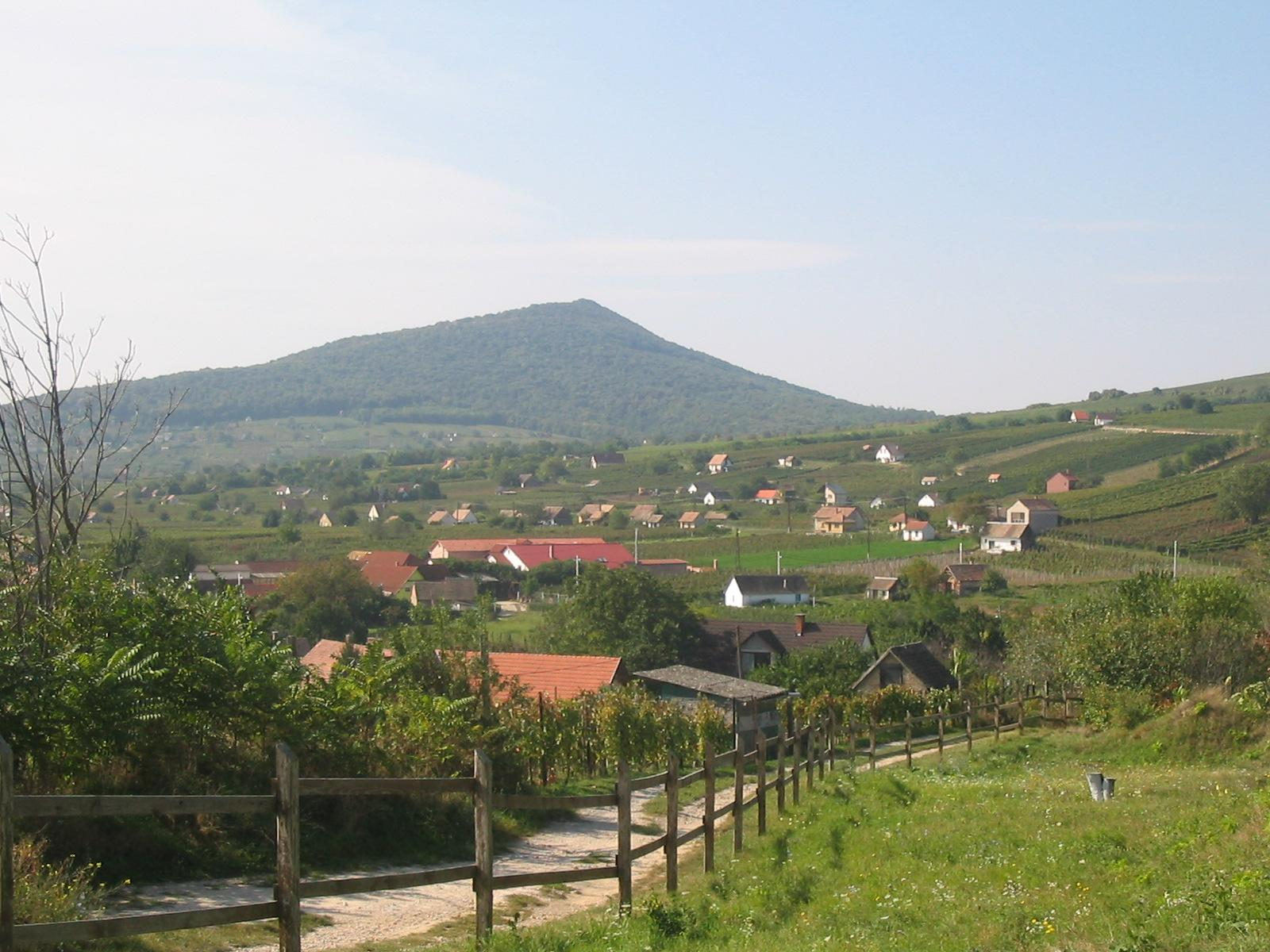
Vingårdar i Villany med berget Nagyharsány i bakgrunden

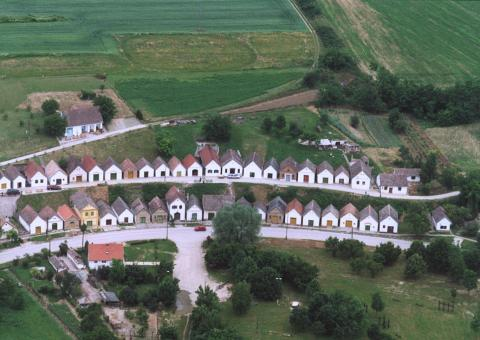
Presshus i Villanykövesd

Villány-Siklós är ett vindistrikt i södra Ungern. Vindistriktet har fått sitt namn från de två viktigaste orterna Villány och Siklós som ingår i vindistriktet.
Villány-Siklós är det sydligaste vindistriktet i Ungern och består av ca 2100 hektar vinodling. Vindistriktet kan delas upp i två delar. Den östra, kring huvudorten Villány som ligger på sluttningarna av Harsánybergen. Dit hör förutom Villány, även byarna: Kisharsány, Nagyharsány, Palkonya, Villánykövesd och Vokány. Den västra, som är mer slättbetonad ligger kring huvudorten Siklós. Dit hör förutom Siklós även byarna Bisse, Csarnóta, Diósviszló, Harkány, Hegyszentmárton, Kistótfalu, Márfa, Nagytótfalu, Szava och Turony.

## Vinodling
I den östra delen Villány dominerar produktionen av röda viner. De vanligaste traditionella druvsorter är Kékfrankos, Kadarka, Kékoportó och Zweigelt. Här odlas dock även många internationellt spridda druvsorter såsom Bordeauxdruvorna: Cabernet Sauvignon, Cabernet Franc och Merlot men även andra blå druvor såsom Pinot Noir och Syrah.
De vita vinerna odlas framförallt i den västra delen kring Siklós. De vanligaste traditionella druvsorterna är Olaszrizling (elschriesling eller italiensk Riesling), Tramini (Gewürztraminer), Hárslevelű och Muskat-Ottonel. Av de internationellt spridda druvsorterna finns bl.a. Chardonnay.
De mest kända producenterna är Jozsef Bock, Attila Gere, Csaba Malatinszky, Ede & Zolt Tiffán och Vylyan.